# Поліщук Наталія Валеріївна

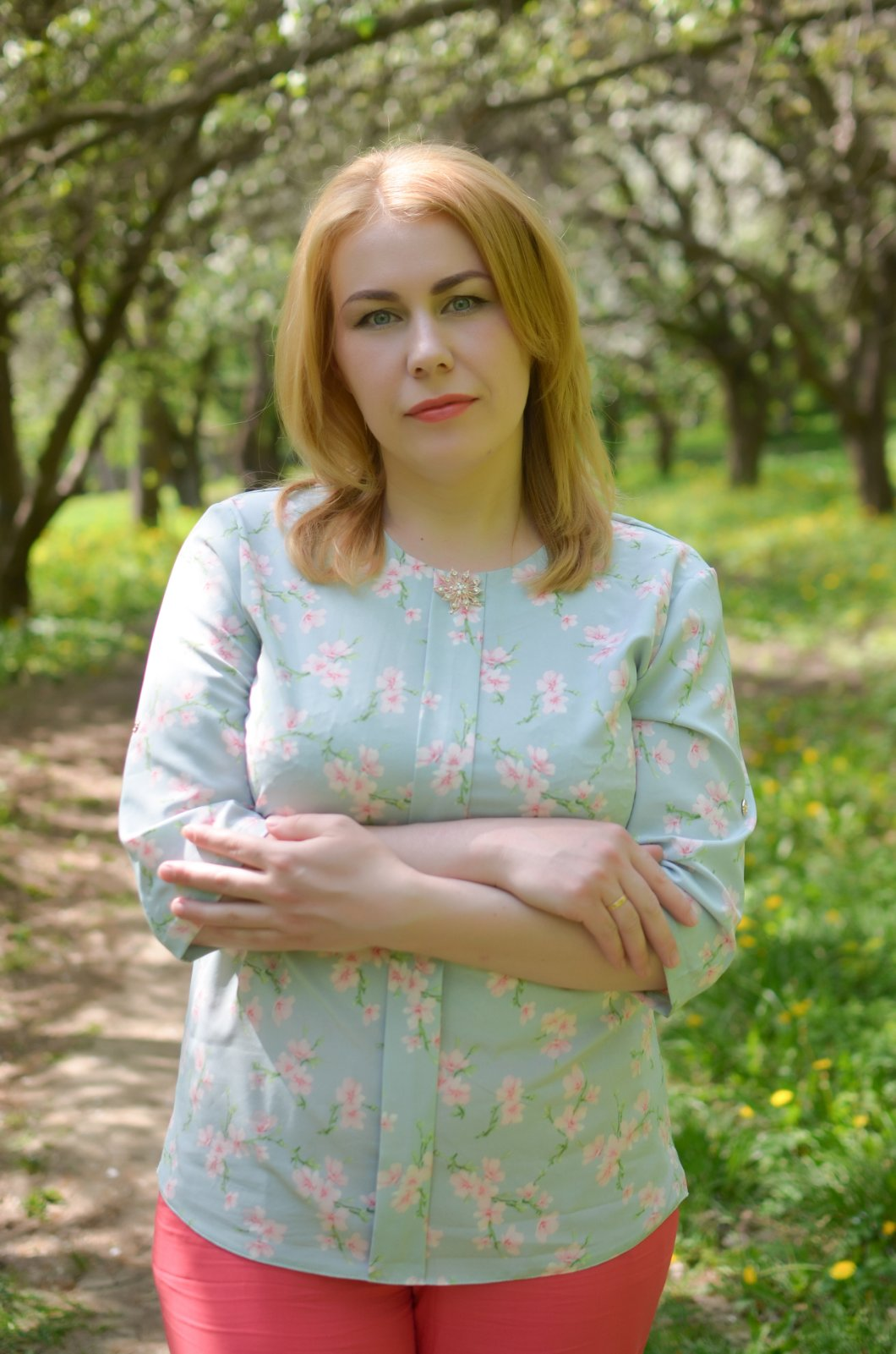
Поліщук Наталія Валеріївна

Наталія Валеріївна Поліщук (нар. 25 вересня 1985; с. Чернелівка) — письменниця, поетеса, прозаїк, філологиня, дослідниця літератури, журналістка, викладачка.

## Біографічні відомості
Народилася 25 вересня 1985 року в селі Чернелівка Красилівського району на Хмельниччині. Із золотою медаллю закінчила Чернелівську загальноосвітньою школу І-ІІІ ступенів імені О. Михайлюка, названу, до речі, на честь її дідуся Героя Радянського Союзу — Омеляна Йосиповича Михайлюка. Мати Петрук Галина Онисимівна — вчителька української мови та літератури, батько Петрук Валерій Купріянович — лікар. З дитинства мама прищеплювала донці любов до рідного слова. Тож майбутня письменниця багато читала та з юного віку пробувала свої сили в літературній творчості. А в одинадцятому класі взяла участь у Міжнародному конкурсі кращих творів молодих літераторів «Гранослов», у якому посіла призове місце. Переможців конкурсу нагороджували поїздкою до Канева. Відтак Наталія побувала на Чернечій горі, біля могили Великого Кобзаря й подорож справила на неї незабутнє враження, і допомогла зупинитися на виборі майбутньої гуманітарної професії.
У 2002—2007 роках вищу освіту здобувала у Київському національному університеті імені Тараса Шевченка. Магістр філології та літературної творчості. У студентські роки Наталія поринає в літературне життя університету, стає членкинею літературної студії імені Максима Рильського, відвідує музеї і театри, літературні зустрічі у Національній спілці письменників України, знайомиться з відомими  українськими письменниками. А згодом продовжує навчання в аспірантурі рідного університету, досліджуючи зорову поезію та українську літературу для дітей.
У 2006 році стала на весільний рушничок, поєднавши свою долю з Поліщуком Володимиром Васильовичем.
Багатодітна мама, що разом із чоловіком виховує трьох дітей. Діти: Тарас Поліщук, Злата Поліщук, Влада Поліщук.

## Трудова діяльність
Свій трудовий шлях Наталія Поліщук розпочала ще в студентські роки. У 2004—2006 роках працювала кореспонденткою у київському видавництві «Магнат», на базі якого було кілька газет і журналів, тож її редакторський портфель у цей час вміщував статті на болючі теми, ексклюзивні інтерв'ю, цікаві замітки. Також Наталія певний час працювала вчителькою в одній зі столичних шкіл.
У 2007 році після закінчення Київського національного університету імені Тараса Шевченка, повернувшись на свою маленьку Батьківщину, з 2008 по 2013 рік працювала викладачкою кафедри української філології Хмельницького національного університету, редагувала й газету цього вищого навчального закладу, була авторкою кількох навчальних програм.
З 2007 по 2022 рік Наталія Поліщук працювала редакторкою радіомовлення Хмельницької регіональної дирекції Національної суспільної телерадіокомпанії України («Поділля-центр», тепер «Суспільне. Хмельницький»). Була авторкою та ведучою радіопрограм на різні теми, а також готувала телевізійні програми й репортажі. Відтак майже 15 років пані Наталія присвятила журналістиці. Зокрема, вела передачі про мову, культуру, освіту краю, дитячі та молодіжні радіопрограми, прямі етери на гострі соціальні теми: «Криниця», «Мистецьке коло», «Людина і суспільство», «На музичних горизонталях», «У полі зору». На хмельницькому телебаченні вела програму для дітей «Подолянчики» та інформаційно-правову програму «Правосвідомість». Виступала і на радіо «Культура» (м. Київ), а також за свою журналістську майстерність була відзначена в ІІ Міжнародному конкурсі телевізійних і радіопрограм «Калинові острови» (Польща).
Через війну в Україні у 2022 році була змушена разом із сім'єю переїхати в Іспанію й невдовзі стала активною членкинею української громади, зокрема, в м. Саламанка, де опинилися у зв'язку з еміграцією. Так, на початку реалізовувала власний проєкт «Казкові вечори» — казкотерапевтичні заняття для українських дітей-переселенців, надавала й приватні уроки української мови і загалом є популяризаторкою українських книг та читання.
У 2022—2024 роках — вчителька-волонтерка української школи «Золотий цвіт» Асоціації українців у м. Саламанка (Іспанія). Є членкинею цієї громадської організації, а також однією зі співзасновниць жіночого клубу підтримки «Сильна».
У 2023—2024 роках — співавторка та ведуча радіопрограми про Україну іспанською мовою: «Україна — незвідана земля» (Ucrania, la tierra desconocida) в спільному проєкті Радіо університету Саламанки (Radio USAL) та Асоціації українців у Саламанці. Це серія радіопрограм започаткована задля поширення інформації про Україну, її культуру та історію, задля міжнаціонального, міжетнічного діалогу, зокрема, розповіді про життя української діаспори в м. Саламанка, цікавих особистостей, що мають українське коріння та про український погляд на світ, а також про війну в Україні й актуальні події. Це важливий комунікаційний майданчик для обговорення різних тем з метою підтримки України й розвитку іспано-українських зв'язків і співпраці.

## Творчість
Вірші Наталія Поліщук почала писати у вісім років і свої перші рядки записувала у спеціальні зошити-щоденники. У 14 років була перша її публікація в хмельницькій обласній газеті «Подільські вісті» й одні з перших поезій авторки: «Стежками моєї душі», «Україні», «Я з села» та ін.
Згодом друкувалася у всеукраїнських та міжнародних виданнях:
- газетах: «Літературна Україна», «Життя», «Берегиня», «Сімейна», «Життєві історії», «Красилівський вісник»;
- журналах: «Дзвін», «Склянка часу», «Молодь України», «Золоте левеня»;
- альманахах: «Сполучник», «Сві-й-танок», «Південний Буг», «Слово єднає», а також на літературних сайтах та в соціальних мережах.
Також статті про Наталію і її родину виходили в іноземній пресі, зокрема: «La gazeta» (м. Саламанка, Іспанія). Наталія Поліщук — авторка кількох наукових статей з питань літератури. Її наукові публікації представлені у журналах: «Актуальні питання філології та перекладознавства» (Хмельницький національний університет), «Spheres of culture» (м. Люблін, Польща).
Має власну невеличку бібліотеку, окрасою якої, за словами письменниці, є столітній «Кобзар». Наталія Поліщук — учасниця та співорганізаторка багатьох літературних та патріотичних заходів, активістка і волонтерка.
З 2019 року — членкиня Національної спілки письменників України.

## Збірки
- «Метафор-мози» (2016 р.) — перша книга поезій Наталії Поліщук, у якій натрапляємо на сім циклів, сім кіл, де авторка пропонує читачу ідею кола як універсальної форми та символу безкінечності. У тих колах все: любов до рідних, інтимна лірика, закоханість у рідну землю та її красу, філософські роздуми, світлий сум, проба пера — ранні вірші[2]· Метафор-мози — це певна гра слів, що поєднує у собі більш знайомі слова «метаморфози» та «метафора». Авторка трактує свою першу книгу, як збірку «метаформ» — універсальних форм, якими, на її думку, є вірші: «Література для мене завжди була перетворенням світу за законами краси, а власне літературна творчість — перевтіленням душі у слові. Саме тому в цій своїй книзі я представляю на ваш розсуд те, що вийшло в результаті таких перетворень і перевтілень», — пише Наталія Поліщук на початку книги. А кандидат філологічних наук, доцент Надія Сенчило у фаховій передмові до збірки зазначає: «Тематика віршів Наталії Поліщук різноманітна. У філософській ліриці — це віддзеркалення, людина у масці, проблеми часу, миттєвості та вічності, тіней, життя і смерті, множинність смислів. У інтимній — знаходимо всі відтінки кохання: від першого погляду та поцілунку, від яких пробуджується душа, до зради та розлуки закоханих… Наталію надихає і природа, особливо осіння пора, яка зумовлює надзвичайну чутливість до світу, до найменших змін у природі… Безкінечність — ось змістовий синонім до збірки „Метафор-мози“. А ще — безмежжя перетворень і власних творчих втілень авторки».

- «Час квітів» (2018 р.) «Час квітів» (2018 р.) — друга збірка Наталії Поліщук, куди увійшли понад півтори сотні віршів. 15 червня 2018 року відбулася її презентація. Директор Хмельницького обласного літературного музею, письменник Василь Горбатюк, який відкрив презентацію підкреслив: «Нова збірка Наталі Поліщук — новий крок у її творчості. Це, справді, дуже оригінальна книжка як за поліграфічним виданням, так і за змістом — це вірші з історіями. Але найкраще — це сама поезія — вона квіткова, жива, чуттєва, яка надихає і збуджує глибокі почуття. Ця творчість виходить за межі, береги цієї книги і переходить у сьогоднішню презентацію, куди прийшли цінителі поезії Наталі Поліщук, і все йде в одному руслі: час квітів, час Наталі Поліщук». «Концепція книги — квіти-символи, — каже Наталя Поліщук. — Майже всі письменники зверталися до цієї теми. І якщо поміркувати, то квіти супроводжують нас протягом усього життя. Квіти — це краса і поезія — це краса. До того ж книжковим естетам буде приємно гортати аркуші такого світлого, ніби теплого паперу»[1].

- Збірка казок та оповідань для дітей «Добрі діти» (2019 р.) У збірку ввійшли майже три десятки текстів: 15 казок та 14 оповідань про добро, дружбу, дорослішання, шлях до мрії, дбайливе ставлення до природи, пізнання світу, цінність відведеного часу тощо. На сторінках є і добрі підказки-цитати, а також сторіночка, куди можна вписати власну добру історію, розповідь про свій добрий вчинок[3].